# Sighmunder

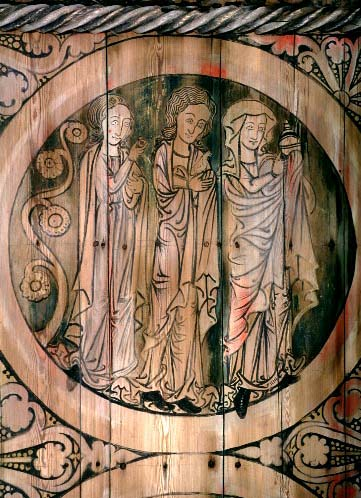
Medaljongmålning "Marias kyrktagning" i taket på Dädesjö gamla kyrka.

Sighmunder var en kyrkomålare verksam under 1200-talets senare hälft och först benämnd Dädesjömästaren.

## Biografi och namn

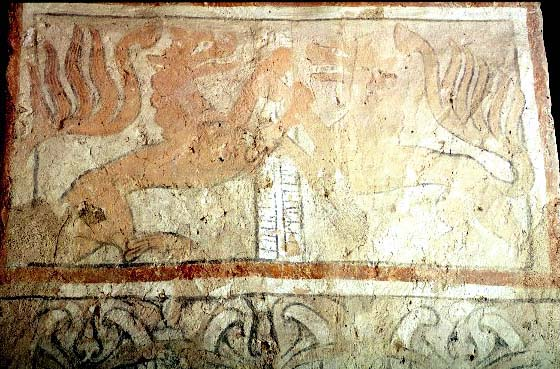
Målarens signatur, registrerad som runinskrift Sm 23.

Sighmunder är mästaren bakom tak- och väggmålningarna som utfördes i Dädesjö gamla kyrka i Småland, omkring 1260–1270. I samband med kyrkans restaurering 1938–1941 upptäckte man Sighmunders signatur, skriven i runskrift i målningens triumfbåge. Runskriften tolkades först av Otto von Friesen till Aghmunder, men senare analyser, av Ivar Lindquist, slog fast att namnet var Sighmunder, vilket blivit allmänt vedertaget. Sighmunder räknas som en betydande konstnärer inom svenskt medeltidsmåleri, och är den enda kända svenska kyrkomålaren som före 1400-talet signerade sina målningar.

## Dädesjömålningarna

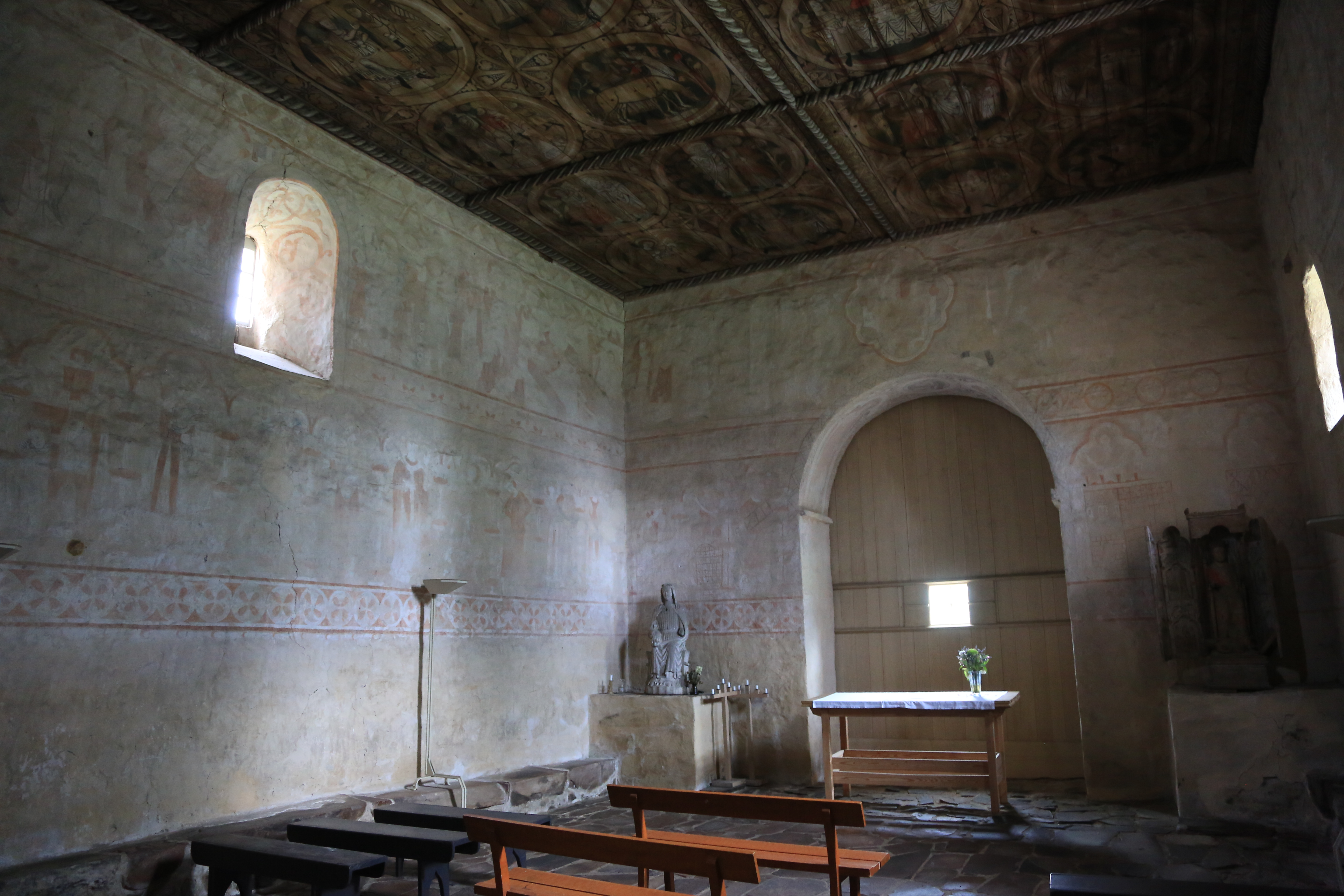
Interiören från Dädesjö gamla kyrka, där man ser både tak- och väggmålningar.

Målningarna i Dädesjö är de mest omfattande kyrkomålningarna i Sverige från 1200-talet och uppvisar ett betydande figurmåleri. De är på det platta furutaket utförda med limfärg medan väggmålningarna är utförda på kalkputs i al secco-teknik. Målningarna i taket är mycket väl bevarade medan väggmålningarna delvis är utplånade, förutom de målningar som finns i triumfbågen och vilka uppdagades i samband med kyrkans restaurering. Taket visar en plafond med listverk av snidade repstavar med ett 30-tal figurscener som är komponerade i lika många runda medaljonger som omges av bladrosetter i palmettformer. 
Koloristiskt har taket idag en helhetston som bestäms av takets tobaksbruna färg med intoning av nattblått, medan medaljongerna har havsgröna inslag i sina bakgrunder. I medaljongernas dräkter har Sighmunder till stor del använd uttunnat rött. Denna lätta akvarellton är emellertid sekundär, framkallad av århundraden av lavering med insipprande regnvatten som utspätt koloriten. De ursprungliga starkare koloriten kan beskådas i några fält som inte har påverkats i så hög grad av tidens tand och där är färgen klarare och starkare. I väggmålningarna är de flesta konturer borta och figurerna framträder i urblekt rött, gult och vitt mot en marinblå fond. De är målade i två runt väggarna löpande bonadsartade friser varav den undre visar trifoliebågade arkader. I triumfbågen finns det väl bevarade bilder av Knut den helige och Katarina Eriksdotter. 
I takets medaljonger framställs scener ur julens evangelium och legender och en bildsvit i ljus sagostämning över detta ämne. Till de vanliga bilderna ur evangeliet sluter sig några apokryfiska episoder, bland annat framställningen av undret med den uppvuxna skörden under uttåget ur Egypten och tre bilder med legender om Staffan stalledräng. Mer främmande är två framställningar av Marialegender som visar bebådelsen av Marias förestående död och Maria överlämnande en palmteckning från paradiset till Johannes. Väggmålningarna skildrar passionshistorien från intåget i Jerusalem till Kristus i dödsriket samt över triumfbågen Yttersta domen. Övriga bildsviter kan i sitt fragmentariska skick ej tolkas. 

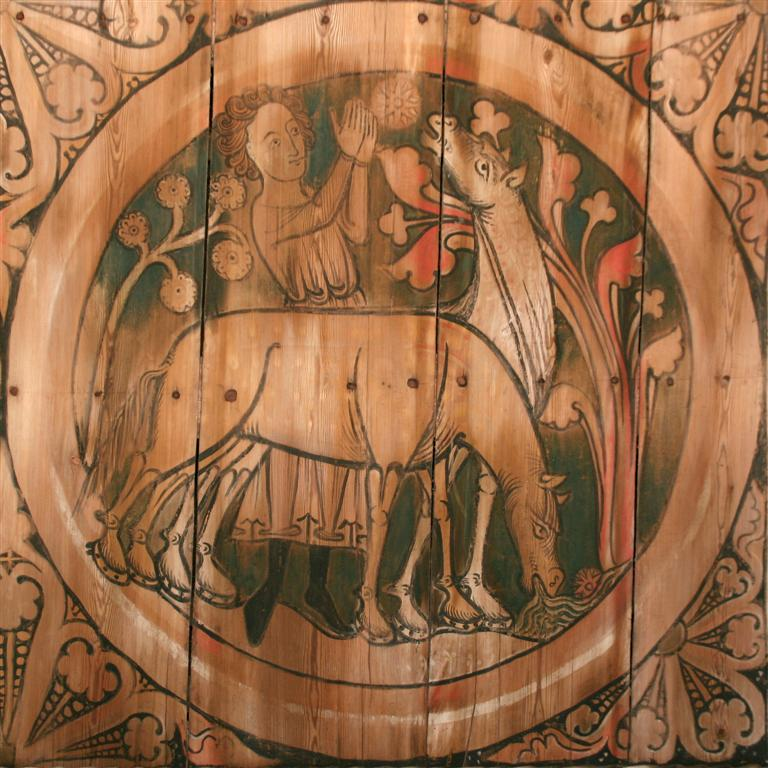
Motivet Staffan Stalledräng, som 1970 fungerade som förlaga för ett frimärke som gavs ut av svenska postverket.

Stilmässigt bär målningarna drag från målningar som finns i en psalterium som förvaras i Bamberg och valvmålningarna i St. Maria zur Höhe i Soest där rankornamentiken direkt motsvarar målningarna i Dädesjötaket medan huvudmotivvalet mer har en svensk tillkomst. Till de närmaste anförvanterna till Sighmunder får man dock räkna de tysk-gotländska mästarna som bildade Dalhemsskolan inom glasmåleriet och som var verksam på 1200-talet i bland annat Sjonhem, och Sighmunder står även nära den mästare som utförde en stor monumentalmålning i Vamlingbo. Målningarna i Dädesjö framstod länge som unika företeelser i svenskt medeltidsmåleri men liknande plafonder måste ha funnits i ett stort antal svenska landskyrkor som på 1200-talet saknade valv i långhuset. De plafonder och väggmålningar som uppdagades i Tidersrums kyrka 1958, ansluter sig direkt till Sighmunder fast de är utförda ett halvsekel senare. Vid tillkomsten av Dädesjömålningen har Sighmunder troligen haft en medhjälpare som inte var lika skicklig eftersom några av målningarna har en mindre säker komposition och är hackigare i sitt utförande.

## Frimärke
År 1970 gav svenska postverket ut ett frimärke av valören 20 öre med motivet Staffan Stalledräng från Dädesjömålningarna, graverade av Arne Wallhorn.

## Bilder

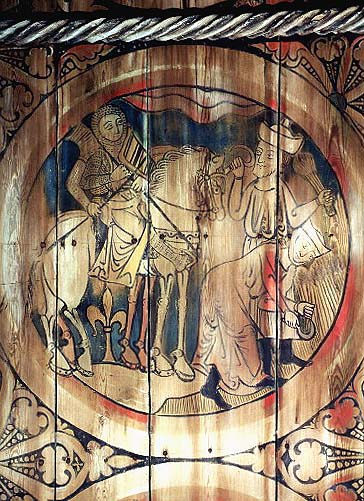
Skördeundret under flykten till Egypten.
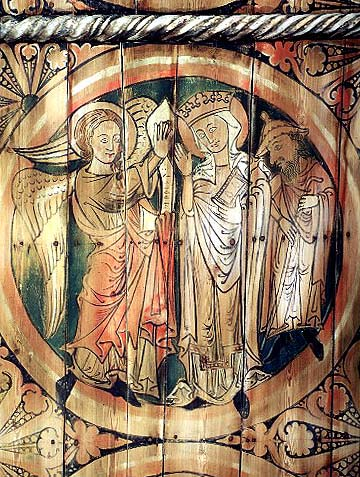
Josefs dröm.
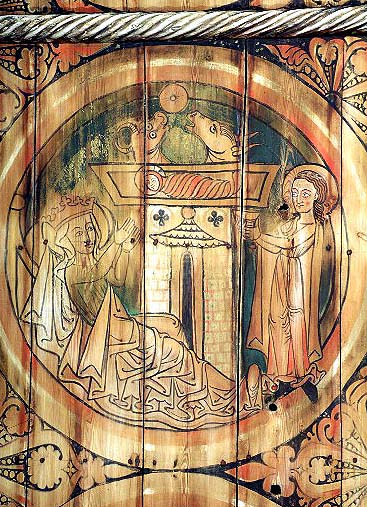
Jesus födelse.
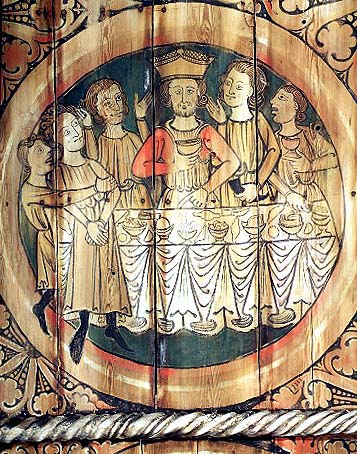
Tuppundret.
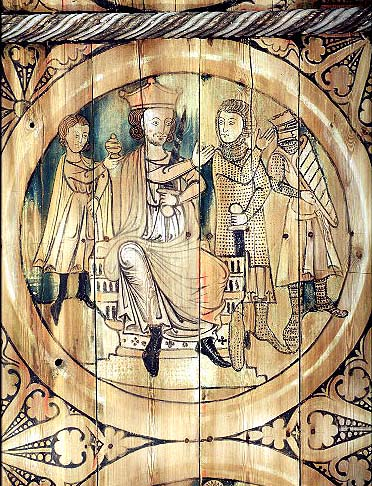
Herodes beordrar barnamordet.
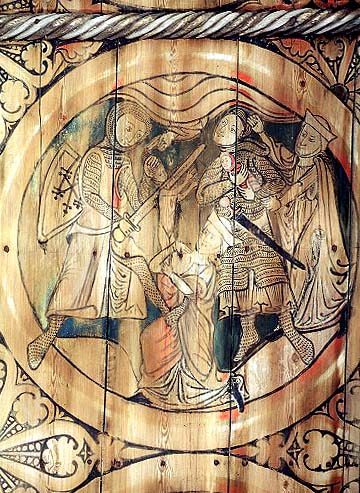
Barnamordet.
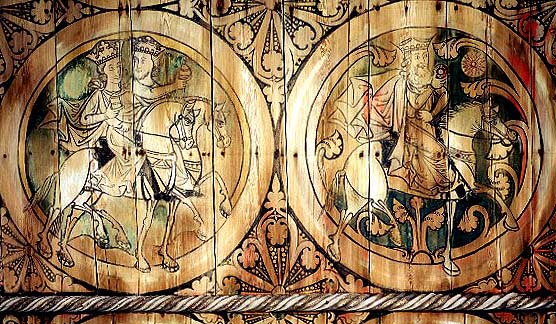
De tre vise männen.
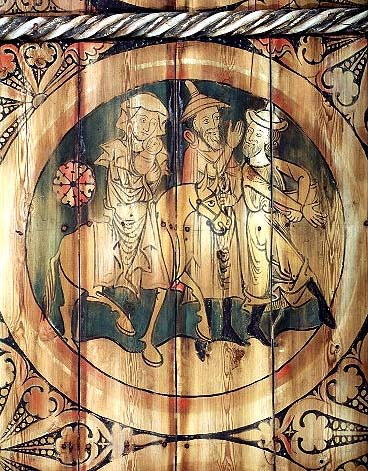
Flykten till Egypten.
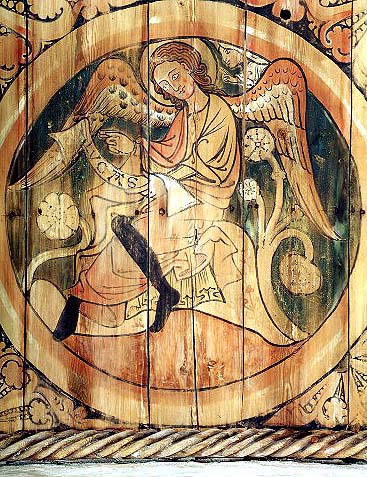
Lukas.
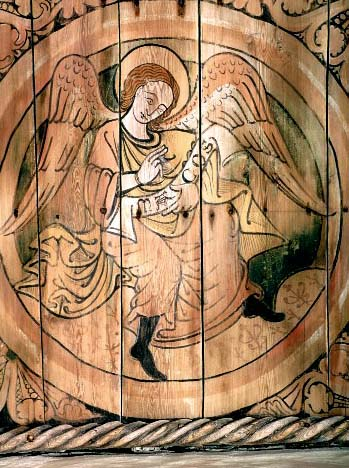
Markus.

### Internet
- Statens historiska museum. https://medeltidbild.historiska.se/medeltidbild/visa/foremal.asp?objektid=910727M1